# 米爾敦 (阿肯色州)
米爾敦（英語：Milltown）是位於美國阿肯色州錫巴斯琴縣的一個非建制地區。該地的面積和人口皆未知。

## 地理
米爾敦的座標為35°09′25″N 94°08′59″W / 35.15694°N 94.14972°W，而該地的平均海拔高度為205米（即673英尺）。